# Julia Wilbur
Julia Wilbur   (Milan, 8 d'agost de 1815 - 6 de juny de 1895) fou una quàquera abolicionista de l'esclavitud i sufragista. Va portar un diari durant la Guerra de Secessió i hi registrà fets d'importància històrica així com successos quotidians que proporcionen una imatge de la vida d'aquell temps. Destacà al costat de Susan B. Anthony en la lluita pel dret al vot per a les dones. Fou de les primeres membres i després secretària de la Societat de Dames Anti-Esclavitud de Rochester (RLASS), que ajudà econòmicament el diari fundat per Frederick Douglass.

## Biografia
Julia Ann Wilbur nasqué el 8 d'agost del 1815 en Milan (Nova York); era la tercera filla de Stephen Wilbur i Mary Lapham. Estudià en l'Escola dels Amics d'Oakwood en l'Internat dels Nou Socis del Comtat de Dutchess (Nova York), del 1829 al 1831. La seua mare va morir el 1835 i son pare es tornà a casar. Va romandre a casa ajudant a criar els seus germans abans de mudar-se a Rochester (Nova York) el 1844 per a treballar de mestra.

## Guerra de Secessió

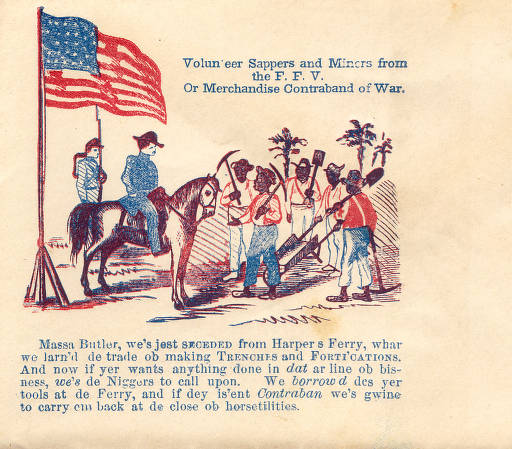
Sobre que mostra «contrabandistes» (esclaus) parlant amb el general Butler de l'Exèrcit de la Unió

El 1862, la RLASS preguntà a Wilbur si estava interessada a treballar per a ajudar als «contrabandistes»: és a dir, els hòmens, dones i xiquets escapats de l'esclavitud que creuaven al territori ocupat per la Unió. Ella anotà en el seu diari: «un mestre per a anar al Sud i estan preguntant per mi». Ella hi accedí i va viatjar a Washington a l'octubre d'aquest any. Els oficials d'un grup anomenat Associació Nacional de Socors als Lliures la van instar a travessar el riu a Alexandria (Virgínia), on l'Exèrcit de la Unió havia entrat al començament de la guerra, per a treballar com a agent de socors, no pas de mestra.
Wilbur s'hi posà d'acord i treballà a Alexandria des de novembre del 1862 fins a febrer del 1865. Entre altres esforços, lluità per un millor habitatge i atenció mèdica per als lliberts. Va sol·licitar roba i altres avituallaments a grups del nord, que va distribuir des d'una improvisada «cambra de roba» en una casa ocupada del carrer Washington. Es va fer amiga de Harriet Jacobs, que es traslladà a Alexandria al gener del 1863.

## Reconstrucció
Acabada la guerra, Wilbur treballà per a l'Oficina dels Hòmens Lliures, encara finançada sobretot pel RLASS. En aquest càrrec era una agent visitant: distribuïa bitllets per a canviar per combustible, menjar i altres necessitats. No sols lamentà que les necessitats superassen amb escreix l'ajuda disponible, sinó que reconegué que l'opinió pública s'estava girant en contra dels esforços de la Reconstrucció. També feia viatges a Richmond i Fredericksburg per a proporcionar subministraments i ser testimoni i informar sobre les condicions de les poblacions abans esclavitzades.

## Esforços pel sufragi
Abans de la guerra, Wilbur dedicà més temps a l'abolicionisme de l'esclavitud que a les activitats feministes, tot i que sempre havia recolzat els drets econòmics, socials i polítics de les dones. El 1869, planejà juntament amb altres cinc dones registrar-se per a votar en les eleccions de Washington. Presentaren una carta als jutges electorals que deia: «Sabem que és inusual que les del nostre sexe facen tal petició. Ho fem perquè creiem que tenim dret a la franquícia». Tot i que els jutges van rebutjar la petició, hi constà en la premsa.

## Darrers anys
En adonar-se que el treball en l'Oficina de Freedmen s'estava acabant, Wilbur cercà un treball en el govern federal, i fou membre de la primera generació de dones treballadores del govern. Va treballar en l'Oficina de Patents i Marques dels Estats Units, fins a gairebé els 80 anys. En el seu obituari s'assenyalà que «durant molts anys havia participat activament en tasques partidàries de la causa de la llibertat». Està enterrada en la parcel·la de la seua família a Avon (Nova York).